# Darvin Ham
Darvin Demonte Ham (* 23. Juli 1973 in Saginaw, Michigan) ist ein US-amerikanischer Basketballtrainer und ehemaliger -spieler.

## Werdegang

### Spieler
Ham war Basketballspieler an der Saginaw High School, gehörte der Schulmannschaft nur ein Jahr lang an, erhielt aber vor allem dank seiner athletischen Fähigkeit anschließend die Möglichkeit, auf Hochschulebene zu spielen. Er gehörte 1992/93 der Mannschaft des Otero College in La Junta (US-Bundesstaat Colorado) sowie von 1993 bis 1996 der Texas Tech University an. Für Schlagzeilen sorgte Ham, als er Mitte März 1996 mit Texas Tech die Mannschaft der University of North Carolina at Chapel Hill bezwang und während der Begegnung die Plexiglasscheibe der Korbanlage zerbrach, als sich Ham am Ring festhielt, nachdem er zuvor einen Treffer mittels Dunking erzielt hatte. Eine Aufnahme dieser Szene wählte die US-Zeitschrift Sports Illustrated als Titelbild für ihre Ausgabe vom 25. März 1996 aus.
Ham gelang der Einstieg in den Profibereich in der United States Basketball League (USBL) in seinem Heimatland. In dieser Liga spielte er für die Jacksonville Barracudas sowie die Florida Sharks. In der Saison 1996/97 spielte er erstmals in der NBA, bis 2005 kam Ham in der Liga für sechs verschiedene Mannschaften auf insgesamt 427 Einsätze. Bezüglich mittlerer Einsatzzeit und Punkte je Begegnung war das Spieljahr 1999/2000 sein bestes in der NBA, als er für die Milwaukee Bucks im Durchschnitt 22,6 Minuten je Begegnung spielte und einen Mittelwert von 5,1 Punkten erreichte. 2004 wurde Ham mit den Detroit Pistons NBA-Meister. Außerhalb seines Heimatlandes spielte Ham 1999 und 2006, als er bei Covirán Granada in der spanischen Liga ACB beziehungsweise bei den Talk 'N Text Phone Pals auf den Philippinen unter Vertrag stand. Am Ende seiner Spielerlaufbahn war Ham in der NBA D-League tätig.

### Trainer
Bei den Albuquerque Thunderbirds, für die er selbst gespielt hatte, begann Ham seine Trainertätigkeit als Co-Trainer in der NBA D-League. Im Herbst 2011 trat er bei den Los Angeles Lakers seine erste Trainerstelle in der NBA an, bei den Kaliforniern wurde er Mitarbeiter im Stab von Mike Brown. Er arbeitete anschließend ebenfalls als Assistenztrainer für die Atlanta Hawks und die Milwaukee Bucks und damit für Mannschaft, denen er auch als Spieler angehört hatte. 2021 trug er zu Milwaukees Gewinn des NBA-Meistertitels bei.
Ende Mai 2022 wurde Ham als neuer Cheftrainer der Los Angeles Lakers eingestellt. Im Dezember 2023 feierte in seiner zweiten Saison als Trainer der Kalifornier mit den Gewinn der ersten Ausgabe des NBA In-Season Tournaments (Endspielsieg gegen die Indiana Pacers) seinen bis dahin größten Erfolg. Im Mai 2024 trennten sich die Kalifornier von Ham.
Er kehrte im Sommer 2024 nach Milwaukee zurück und wurde dort wieder Assistenztrainer.

## Erfolge als Trainer
- Sieger des NBA In-Season Tournaments: 2023 (mit den Los Angeles Lakers)